# حامد السعدي
حامد بن عاشور بن داغر السعدي ولد عام 1958م في محلة باب الشيخ في بغداد وتربى في بيئة بغدادية محافظة على التقاليد البغدادية الأصيلة ومولعة بالمقام العراقي وكان يستمع منذ طفولته إلى أصوات كبار مطربي المقام من أمثال رشيد القندرجي ونجم الشيخلي ومحمد القبانجي وحسن خيوكة ويوسف عمر وآخرين.

## قيل فيه
منذ مرحلة الشباب المبكر اهتم حامد السعدي بفن المقام العراقي هو يجيد قراءة جميع المقامات العراقية الأساسية والصعبة وكذلك مقامات أصبحت اليوم في عداد المقامات المنسية.
وقد حدد أحد الناقدين المتخصصين في المقام العراقي إمكانيات حامد السعدي بالنقاط التالية:
1. امتلاكه صوت قوي ذو مدى واسع وحنجرة طيعة لا تخلو في بعض الأحيان من الخروج عن مسار الخطوط اللحنية.
2. التمكن من قراءة المقامات ذات الأركان التامة كالسيكاه والمنصوري والراست وغيرها.
3. التأثر الواضح بقارئ المقام الراحل يوسف عمر لذا فهو بحق حلقة وصل مهمة مع الموروث الموسيقي العراقي.

قال عنهُ قارئ المقام الراحل الأستاذ محمد القبانجي: «إنني أعتمد على قارئ المقام الشاب حامد السعدي واعتبره أفضل حلقة لتواصل المقامات العراقية في سلسلة المراحل الزمنية».
قال عنهُ قارئ المقام الراحل الأستاذ يوسف عمر: «اعتبر قارئ المقام الشاب حامد السعدي خليفتي من بعدي».